# Lac de Cà Selva
Le lac de Cà Selva (Lâc di Selve en frioulan) est un réservoir situé entre les communes de Frisanco et de Tramonti di Sopra, dans la Province de Pordenone. La surface du lac se situe dans la limites sud-est du parc naturel des Dolomites du Frioul.
Le lac doit son origine à un barrage voûté sur la rivière Silisia, haut de 111 m. Les travaux de construction ont été achevés en 1963. Le nom du réservoir provient de la localité proche de Chievolis (un hameau de Tramonti di Sopra) près du barrage.
Le lac de Cà Selva est souvent associé à deux autres lacs artificiels situés à proximité : le lac de Cà Zul et le lac de Tramonti (également appelé lac de Redona), dans le val Tramontina.

## Accès
Pour atteindre le lac, il faut emprunter la SS 552 jusqu'au barrage de Tramonti et continuer en direction de Chievolis. En continuant ensuite le long de la route goudronnée, indiquée par des panneaux de signalisation,,sur plusieurs kilomètres, le petit village de Cà Selva se dévoile. Ici, se trouve le barrage du lac. Le couronnement est accessible.

## Données techniques
- Surface : 1,2 km2
- Bassin versant : 40,3 km2
- Altitude au réglage maximum : 495 m
- Altitude maximale du bassin versant : 2 062 m
- Volume : 42 millions m3